# Villiers-en-Morvan
 Villiers-en-Morvan  là một xã thuộc tỉnh Côte-d’Or trong vùng Bourgogne miền đông nước Pháp.